# 金滩镇 (大名县)
金滩镇，是中华人民共和国河北省邯郸市大名县下辖的一个乡镇级行政单位。

## 行政区划
金滩镇下辖以下地区：
金南村、金中村、金东村、金北村、焦庄村、豆腐巷村、沙窝庙村、东龙化村、西龙化村、后消灾村、前消灾村、小张村、上马头村、辛庄村、娘娘庙村、顺道店村、窑厂村、程庄村、石家寨村、北李庄村、黄庄村、郑寨村和中龙化村。